# Centobnaster humesi
Centobnaster humesi is een eenoogkreeftjessoort uit de familie van de Erebonasteridae. De wetenschappelijke naam van de soort is voor het eerst geldig gepubliceerd in 1990 door Huys & Boxshall.